# ميشيل روزيير
ميشيل روزيير (بالإيطالية: Michele Ruzzier)‏ مواليد 9 فبراير 1993 في ترييستي، هو لاعب كرة سلة إيطالي بدأ مسيرته الاحترافية في سنة 2011 يلعب في ليغا باسكيت الدرجة الأولى ويحمل الرقم 11.

## روابط خارجية
- ميشيل روزيير على موقع الاتحاد الدولي لكرة السلة (الإنجليزية)
- ميشيل روزيير على موقع الدوري الأوروبي لكرة السلة (الإنجليزية)
- ميشيل روزيير على موقع كرة السلة الأوروبية.كوم (الإنجليزية)
- ميشيل روزيير على موقع ريلجم (الإنجليزية)
- ميشيل روزيير على موقع بروبوليرز (الإنجليزية)
- ميشيل روزيير على موقع سبورتس رفرنس (الإنجليزية)